# Somália nos Jogos Olímpicos de Verão de 1972
A Somália competiu nos Jogos Olímpicos pela primeira vez nos Jogos Olímpicos de Verão de 1972 em Munique, Alemanha Ocidental.

## Resultados por Evento

### Atletismo
800 m masculino
- Mohammed Aboker
  - Eliminatórias — DNS (→ não avançou)

1.500 m masculino
- Mohammed Aboker
  - Eliminatórias — 3:59.5 (→ não avançou)

Salto em altura masculino
- Abdulle Noor Wasughe
  - Classificatória — 2.00m (→ não avançou)